# Nannoparce haterius
Nannoparce haterius är en fjärilsart som beskrevs av Druce 1888. Nannoparce haterius ingår i släktet Nannoparce och familjen svärmare. Inga underarter finns listade i Catalogue of Life.